# Irving Moskowitz

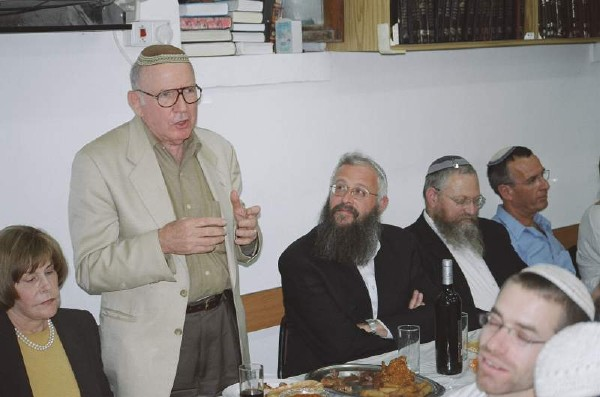
Dr. Moskowitz em Mount of Olives

Irving I. Moskowitz (nascido em 11 de janeiro, 1928, New York) é um empresário da Flórida que construiu hospitais na California, e realiza ações de filantropia.
Foi o fundador da "Moskowitz Foundation".